# Suddivisioni dell'Isola del Principe Edoardo
La provincia canadese dell'Isola del Principe Edoardo ha due livelli di suddivisione, quello di contea (unità censuaria) e quello di parrocchia civile.

## Contee
- Contea di Kings (Capoluogo di contea: Georgetown)
- Contea di Prince (Capoluogo di contea: Summerside)
- Contea di Queens (Capoluogo di contea: Charlottetown)

## Parrocchie civili
- Bedford
- Charlotte
- East
- Egmont
- Greenville
- Halifax
- Hillsboro
- North
- Richmond
- St. Andrew's
- St. David's
- St. George's
- St. John's
- St. Patrick's

## Suddivisioni locali

### Royalty
- Kings Royalty
- Prince Royalty
- Queens Royalty

## Lotti (municipalità)
1 · 2 · 3 · 4 · 5 · 6 · 7 · 8 · 9 · 10 · 11 · 12 · 13 · 14 · 15 · 16 · 17 · 18 · 19 · 20 · 21 · 22 · 23 · 24 · 25 · 26 · 27 · 28 · 29 · 30 · 31 · 32 · 33 · 34 · 35 · 36 · 37 · 38 · 39 · 40 · 41 · 42 · 43 · 44 · 45 · 46 · 47 · 48 · 49 · 50 · 51 · 52 · 53 · 54 · 55 · 56 · 57 · 58 · 59 · 60 · 61 · 62 · 63 · 64 · 65 · 66 · 67